# Pourquoi-Pas-Insel
Die Pourquoi-Pas-Insel ist eine bergige, 27 km lange sowie zwischen 8 und 17,5 km breite antarktische Insel. Sie liegt zwischen dem Bigourdan-Fjord und dem Bourgeois-Fjord westlich der Fallières- und südlich der Loubet-Küste, die beiderseits zum Grahamland auf der Antarktischen Halbinsel gehören.
Entdeckt wurde sie bei der Fünften Französischen Antarktisexpedition (1908–1910) unter der Leitung Jean-Baptiste Charcots. Eine exaktere Vermessung der Insel nahmen Teilnehmer der British Graham Land Expedition (1934–1937) unter der Leitung des australischen Polarforschers John Rymill vor. Rymill benannte sie nach Charcots Expeditionsschiff, der Pourquoi Pas ? (deutsch Warum nicht?).